# Santiago Pizani
Santiago F.Pizani (ur. 8 stycznia 1968) – argentyński zapaśnik walczący w obu stylach. Zajął siódme miejsce na igrzyskach panamerykańskich w 1999. Piąty na mistrzostwach panamerykańskich w 2007. Brązowy medalista igrzysk Ameryki Południowej w 1998 i 2002 roku.